# Aron Schmidhuber
Aron Schmidhuber (nacido el 28 de febrero de 1947 en Ottobrunn, Alemania) es un exárbitro de fútbol alemán. 

## Trayectoria
Además de sus actuaciones en la liga alemana, ha arbitrado dos partidos en la Copa Mundial de Fútbol de 1990 de Italia y otro en la Eurocopa de 1992 celebrada en Suecia. Ese año también dirigió la final de la Copa de Campeones de Europa 1991-92 entre la U. C. Sampdoria y el F. C. Barcelona (0 – 1). También dirigió partidos de la Copa de la UEFA 1991-92.

## Galardones
En la Bundesliga ganó tres veces el premio al mejor árbitro de la temporada (1987, 1991 y 1992). En el año 1992 también ganó el premio al mejor árbitro del mundo según la IFFHS.
Fue el árbitro que con su arbitraje chulesco, le hizo un atraco a mano armada al Real Oviedo en la copa de la uefa de 91-92 para eliminarle contra el Genoa italiano.